# فنسنت (ممثل)
فنسنت هو ممثل هندي (وحمل سابقاً جنسية الراج البريطاني)، ولد في 15 نوفمبر 1936 في الهند، وتوفي بنفس المكان في 1991.

## وصلات خارجية
- فنسنت على موقع IMDb (الإنجليزية)
- فنسنت على موقع قاعدة بيانات الفيلم (الإنجليزية)